# Новофёдоровка (Кировский район)
Новофёдоровка (укр. Новофедорівка, крымскотат. Novofödorovka) — село в Кировском районе Республики Крым, входит в состав Яркополенского сельского поселения (согласно административно-территориальному делению Украины — Яркополенского сельсовета Автономной Республики Крым).

## Население
| 2001 | 2014 |
| ---- | ---- |
| 52   | ↗54  |

Всеукраинская перепись 2001 года показала следующее распределение по носителям языка
| Язык             | Процент |
| ---------------- | ------- |
| крымскотатарский | 46.15   |
| русский          | 42.31   |
| украинский       | 1.92    |

### Динамика численности
- 1926 год — 74 чел.[10]
- 1989 год — 69 чел.[11]
- 2001 год — 52 чел.[12]
- 2009 год — 51 чел.[13]
- 2014 год — 54 чел.[14]

## Современное состояние
На 2017 год в Новофёдоровке числится 2 улицы — Советское шоссе и Центральная; на 2009 год, по данным сельсовета, село занимало площадь 51,2 гектара на которой, в 22 дворах, проживал 51 человек.

## География
Новофёдоровка — село на северо-западе района, в степном Крыму, на границе с Советским районом, высота центра села над уровнем моря — 21 м. Ближайшие населённые пункты: Ореховка в 4 км на юго-восток и Урожайное Советского района в 4,5 км на север. Райцентр Кировское — примерно в 15 километрах (по шоссе), в селе находится железнодорожная станция Новофёдоровка (на линии Джанкой — Феодосия). Транспортное сообщение осуществляется по региональной автодороге 35Н-193 Новофёдоровка — Ореховка (по украинской классификации — С-0-10504).

## История
Впервые в доступных источниках селение встречается в Списке населённых пунктов Крымской АССР по Всесоюзной переписи 17 декабря 1926 года, согласно которому на хуторе Ново-Фёдоровка, Ичкинского сельсовета Феодосийского района, числилось 14 дворов, все крестьянские, население составляло 74 человека, из них 73 русских и 1 украинец. Постановлением ВЦИК «О реорганизации сети районов Крымской АССР» от 30 октября 1930 года из Феодосийского района был выделен (воссоздан) Старо-Крымский район (по другим сведениям 15 сентября 1931 года) и село включили в его состав, а, с образованием в 1935 году Кировского — в состав нового района. С 25 июня 1946 года Новофёдоровка в составе Крымской области РСФСР, а 26 апреля 1954 года Крымская область была передана из состава РСФСР в состав УССР. Время включения в Токаревский сельсовет пока не установлено: на 15 июня 1960 года село уже числилось в его составе.
Указом Президиума Верховного Совета УССР «Об укрупнении сельских районов Крымской области», от 30 декабря 1962 года Кировский район был упразднён и село присоединили к Нижнегорскому. 1 января 1965 года, указом Президиума ВС УССР «О внесении изменений в административное районирование УССР — по Крымской области», вновь включили в состав Кировского. По данным переписи 1989 года в селе проживало 69 человек. С 12 февраля 1991 года село в восстановленной Крымской АССР, 26 февраля 1992 года переименованной в Автономную Республику Крым. С 21 марта 2014 года в составе Крыма аннексирована Россией.